# Haslach (Freiburg im Breisgau)
Haslach, am 1. Januar 1890 nach Freiburg eingemeindet, gehört zu den westlichen Stadtteilen. Der Stadtteil besteht nach der Ausgliederung Weingartens aus den Stadtbezirken 611 Haslach-Egerten, 612 Haslach-Gartenstadt, 613 Haslach-Schildacker und 614 Haslach-Haid.

## Geographie und Namensableitung
Im Norden wird Haslach von der Dreisam gegenüber dem Nachbarstadtteil Stühlinger begrenzt, östlich durch die Rheintalbahn Mannheim–Basel gegenüber dem Stadtteil Wiehre und westlich durch die Güterbahnlinie und Opfinger Straße gegenüber Weingarten sowie durch die Besançonallee und südlich durch die Guildfordallee und die Wiesentalstraße gegenüber dem Nachbarstadtteil Sankt Georgen.
Der Name „Haslach“ leitet sich aus dem Altdeutschen „Hasala“ für Haselnussstaude und „Aha“ für Fließgewässer ab. Am heutigen Dorfbach sind die Haselnussstauden allerdings selten geworden. Es gab Zeiten zu denen  fälschlicherweise angenommen wurde, der Name würde sich von Hase ableiten. Daher findet sich dieser noch heute im Wappen am Dorfbrunnen und an der Pestalozzischule.

## Geschichte

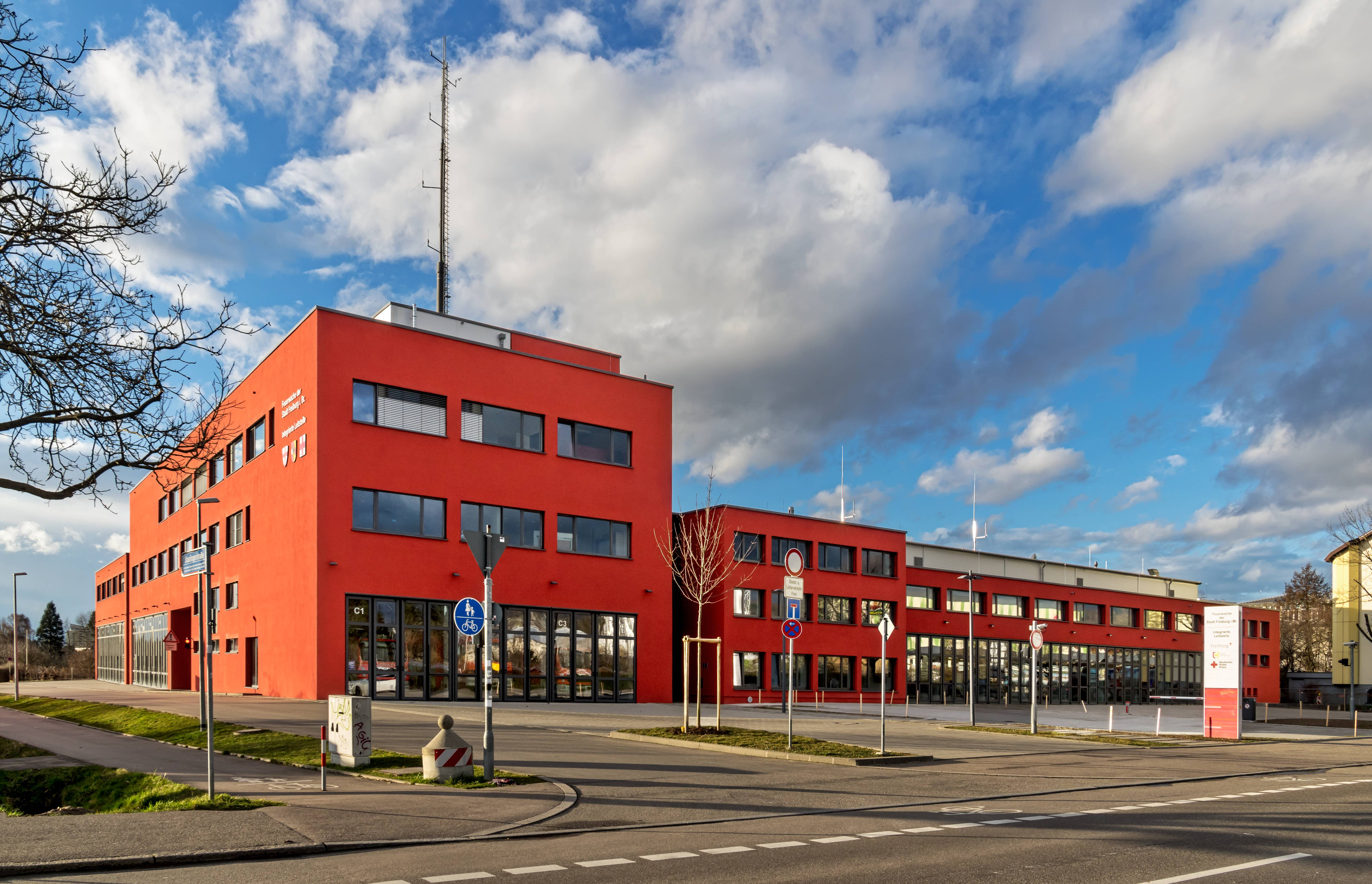
Hauptfeuerwache mit Rettungsleitstelle

Urkundlich wurde Haslach erstmals im Jahr 786 erwähnt. In einer Schenkungsurkunde vom 26. Dezember 786 übertrugen Heimo und seine Tochter Svanahilt einige Dörfer, darunter auch Haslach (Haslaha), dem Kloster St. Gallen. Da keine früheren urkundlichen Nennungen bekannt sind, kann also nicht bestimmt werden, wie alt Haslach tatsächlich ist; es ist allerdings klar, dass die Gründung vor 786 liegt.
1120 wurde in unmittelbarer Nähe die Stadt Freiburg gegründet. Dies prägte die Entwicklung Haslachs. Insbesondere der Markt in Freiburg förderte die wirtschaftliche Situation in Haslach.
Die Pfarrei Haslachs findet 1261 eine erste urkundliche Erwähnung, muss aber schon länger bestanden haben. Da zur Reformationszeit Haslach zur Markgrafschaft Baden-Durlach gehörte, wurde es wie diese lutherisch und 1821 evangelisch-uniert. Daher ist die heutige Melanchthonkirche die älteste evangelische Kirche der Stadt Freiburg und hat den ältesten Kirchturm Freiburgs. Die katholische Pfarrkirche St. Michael stammt erst von 1909 und wurde mehrfach massiv erweitert.
Im Dreißigjährigen Krieg (1618–1648) wurde Haslach 1633 völlig zerstört.
Unter dem Freiburger Oberbürgermeister Otto Winterer (Amtszeit von 1888 bis 1913) begann nach der Eingemeindung 1890 der Ausbau Haslachs mit Wohnsiedlungen für Arbeiter. 1914 wurden die ersten Häuser der Gartenstadt in Haslach nach dem Vorbild des Briten Ebenezer Howard errichtet. Dieses Wohngebiet mit seinen Reihenhäusern und den dazugehörigen, großen Gärten, die für die Selbstversorgung der Bewohner gedacht waren, steht heute unter Denkmalschutz. Diese Entwicklung prägt den Stadtteil bis heute. Am Ostende der Gartenstadt, zwischen Schönberg- und Eschholzstraße stehen drei markante Hochhäuser, im Volksmund die Drei Musketiere genannt. Die Ziegelbauten wurden 1961 bezogen.
Ab den 1960er Jahren wurde Haslach zunehmend mit Familienwohnbau weiterentwickelt. Dies hatte zur Folge, dass der Stadtteil heute ein sehr homogenes Wohngebiet ist, das mit einer guten Infrastruktur (Garten-Hallenbad, Straßenbahnanschluss, Schulen, Kindergärten, Einkaufsmöglichkeiten, großen Grünflächen usw.) ausgestattet ist.

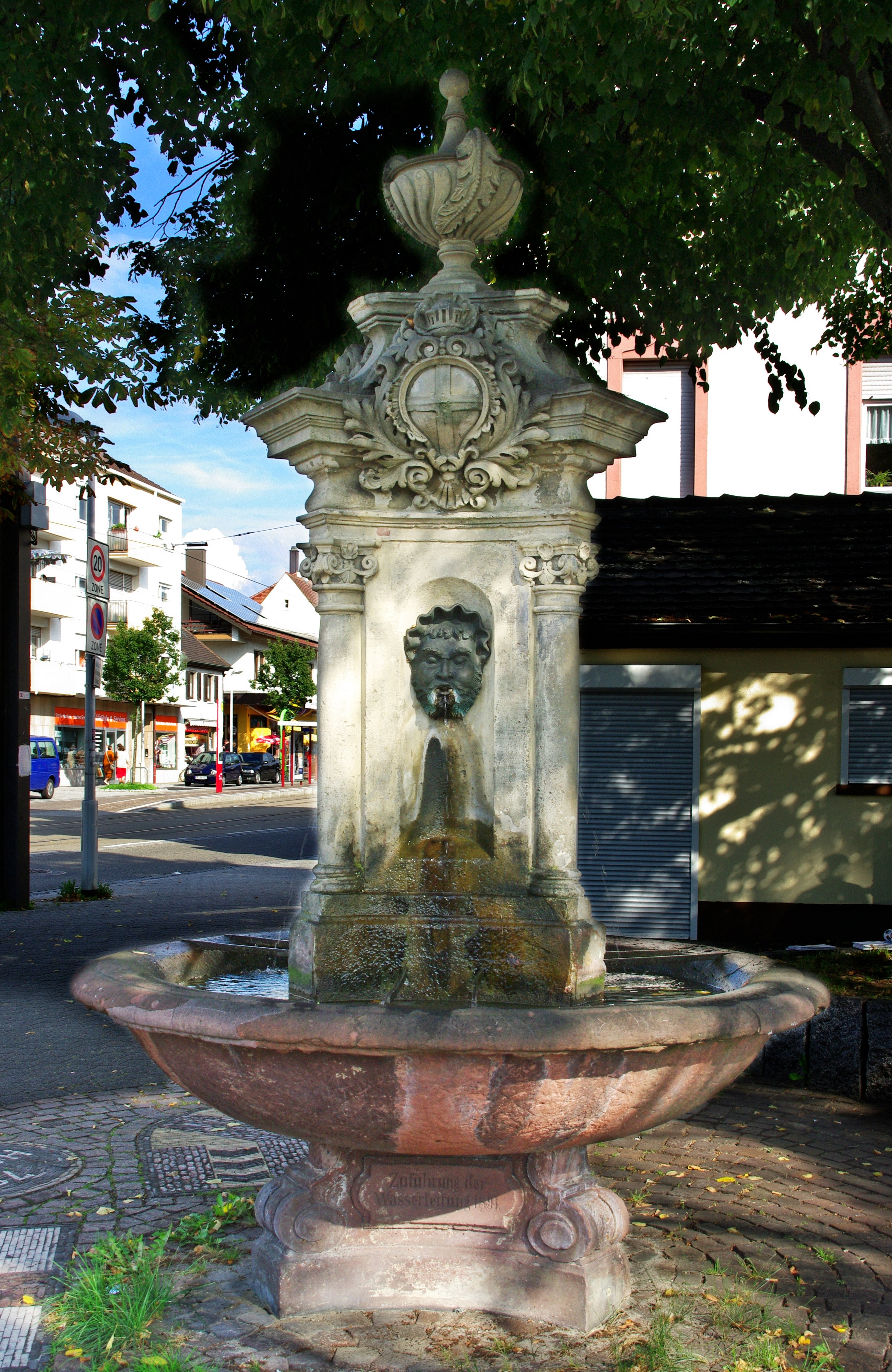
Dorfbrunnen (1892)

Der Haslacher Dorfbrunnen wurde von der Stadt Freiburg 1892 als „ein Erinnerungstück an die Einverleibung von Haslach“ gestiftet. Der Brunnen von Julius Seitz ist dreiseitig aufgebaut, da sich hier die drei Straßen von Freiburg, St. Georgen und Opfingen trafen. Auf der Brunnensäule sind das Freiburger und das Haslacher Wappen sowie ein Adler abgebildet. Unter dem Brunnenbecken sind drei Inschriften:
- „Vereinigung Haslach mit Freiburg 1890“
- „Errichtung des Brunnens 1892“
- „Zuführung der Wasserleitung 1894“

Die gepflasterte Fläche um den Brunnen war ursprünglich dreieckig, sie wurde wegen des steigenden Verkehrsaufkommens 1908 an der Seite zur Gutleutstraße abgerundet. 1969 wurde der Brunnen an die jetzige Position Carl-Kistner-, Ecke Uffhauserstraße versetzt, da er der Verbreiterung der Carl-Kistner- und Markgrafenstraße im Wege war.
1929–31 entstand unter Freiburgs Stadtplaner Joseph Schlippe die Laubenkolonie südwestlich des Nonnenmattwegs. Sie nutzt das Prinzip der Erschließung der Wohnungen über Laubengänge und wurde 2007 modernisiert. Allerdings wurden an der Güterbahnlinie einige Häuser abgerissen um die denkmalgeschützten zu erhalten. Zwischen den Reihen stehen kleine Waschhäuschen.
Im Carrée zwischen Basler Straße, Müllheimer Straße, Schildackerweg und Neuenburger Straße ⊙ entstand 1952 mit Mitteln des Marshallplanes die ECA-Siedlung. Da die Bauten sanierungsbedürftig waren begannen im Dezember 2016 die Abrissarbeiten. In vier Abschnitten wurde bis zum Jahr 2023 die Wohnsiedlung Schildacker mit insgesamt ca. 300 Wohnungen und einer Kindertagesstätte errichtet und damit doppelt so viele Wohnungen mit dreimal soviel Wohnfläche. 80 Prozent der Wohnungen sind öffentlich gefördert. Um mehr Wohnraum schaffen zu können, wurde dabei auf Tiefgaragenstellplätze verzichtet und die Anzahl der Stellplätze reduziert. Die Gebäude werden mit Fernwärme versorgt. Der zweite Bauabschnitt wurde in Holzbauweise errichtet.
Westlich der Gartenstadt entstand ab den 1980er Jahren auf dem vormaligen Gelände der Firma Fortschritt das Gutleutviertel im Bereich Körnerstraße, Gutleutstraße und Pflegerweg.
Durch eine Buchveröffentlichung wurde 1998 die Geschichte der jüdischen Journalistin Käthe Vordtriede in Freiburg und deutschlandweit bekannt. Diese lebte von 1926 bis 1938 in der Fichtestraße 4 in der Gartenstadt. Käthe Vordtriede und ihre Kinder Fränze Vordtriede und Werner Vordtriede wurden von den Nazis verfolgt und mussten deshalb emigrierten. Das seit 2014 bestehende Bürgerprojekt Vordtriede-Haus Freiburg erinnert an die damaligen Geschehnisse und informiert über den Nationalsozialismus. Seit 2006 gibt es auch einen Stolperstein vor dem ehemaligen Wohnhaus.
Früher erstreckten sich die Kleingärten von der Carl-Kistner-Straße bis zur Hauptfeuerwache. Ca. 200 dieser Kleingärten zwischen Carl-Kistner-Straße und Dorfbach mussten ab Oktober 2015 für das Neubaugebiet Gutleutmatten weichen. Im Jahr 2019 wurde Gutleutmatten fertig gestellt und umfasst ca. 500 Wohnungen mit Platz für 1200 Bewohner.
Ende August 2021 berichtet die Badische Zeitung von Plänen, aus einer denkmalgeschützten Scheune bei der Melanchthonkirche eine Pilgerherberge zu machen. Das Alter der Scheune ist ungewiss. Das Holz des Fachwerkbaus stammt vom Ende des 18. Jahrhunderts, die Giebelwand aus dem 17. Jahrhundert. Der Bau ist im Besitz der evangelischen Gemeinde.
Entlang der Uffhauser Straße südlich des Friedhofes Haslach im sogenannten Uffhauser Karree wurde im Jahr 2022 vom städtischen Tochterunternehmen Freiburger Stadtbau mit der Ersetzung von 143 nicht mehr sanierungsfähigen Wohnungen durch 259 neue Wohnungen begonnen. Die BImA möchte in der näheren Umgebung weitere Neubauvorhaben verwirklichen. Dabei wurde ein Streifen für eine Straßenbahn nach St. Georgen entlang der Uffhauser Straße von einer Bebauung freigehalten. Der erste Bauabschnitt soll 2024 abgeschlossen sein.

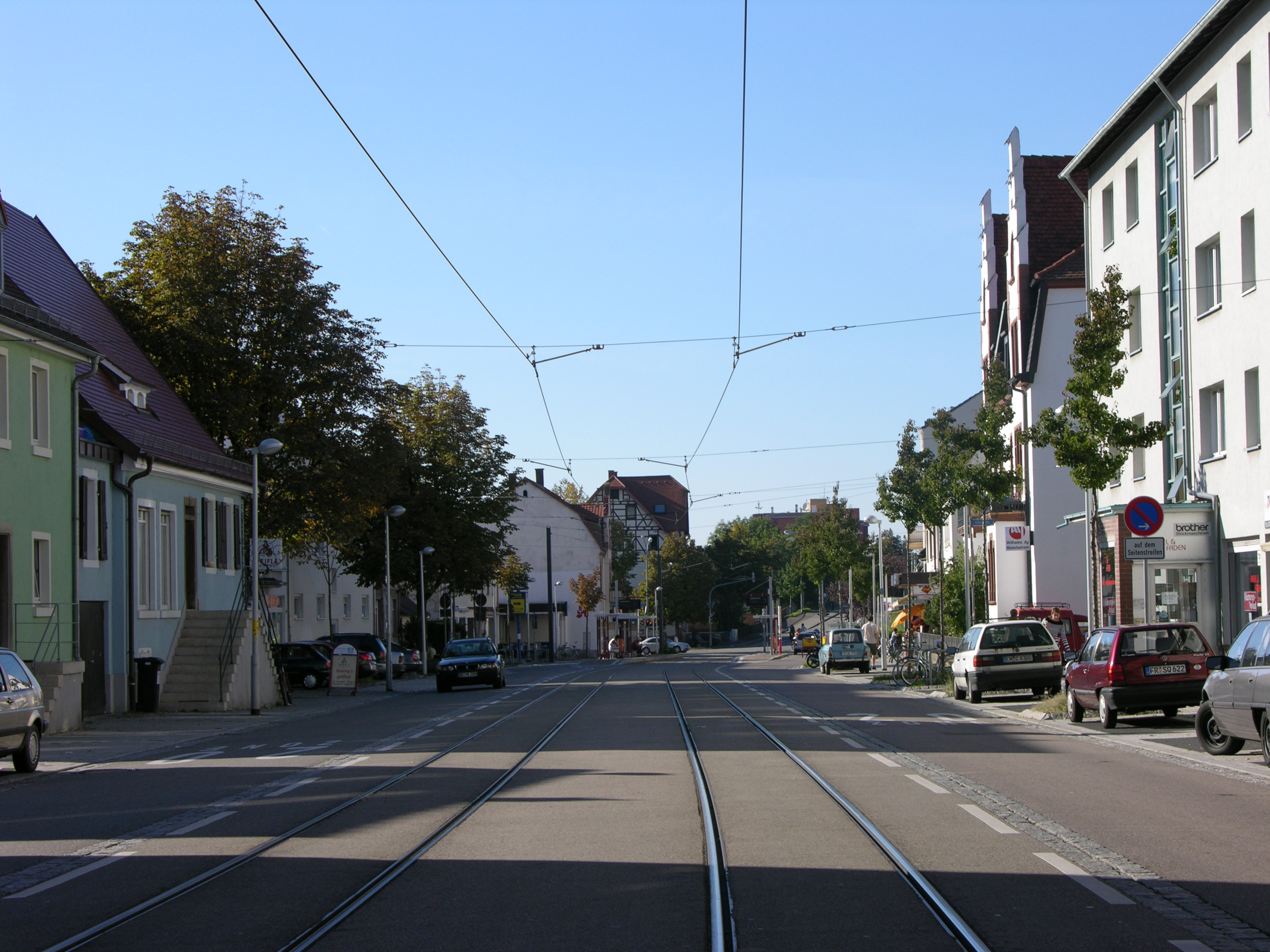
Carl-Kistner-Straße, das Zentrum von Haslach (2005)
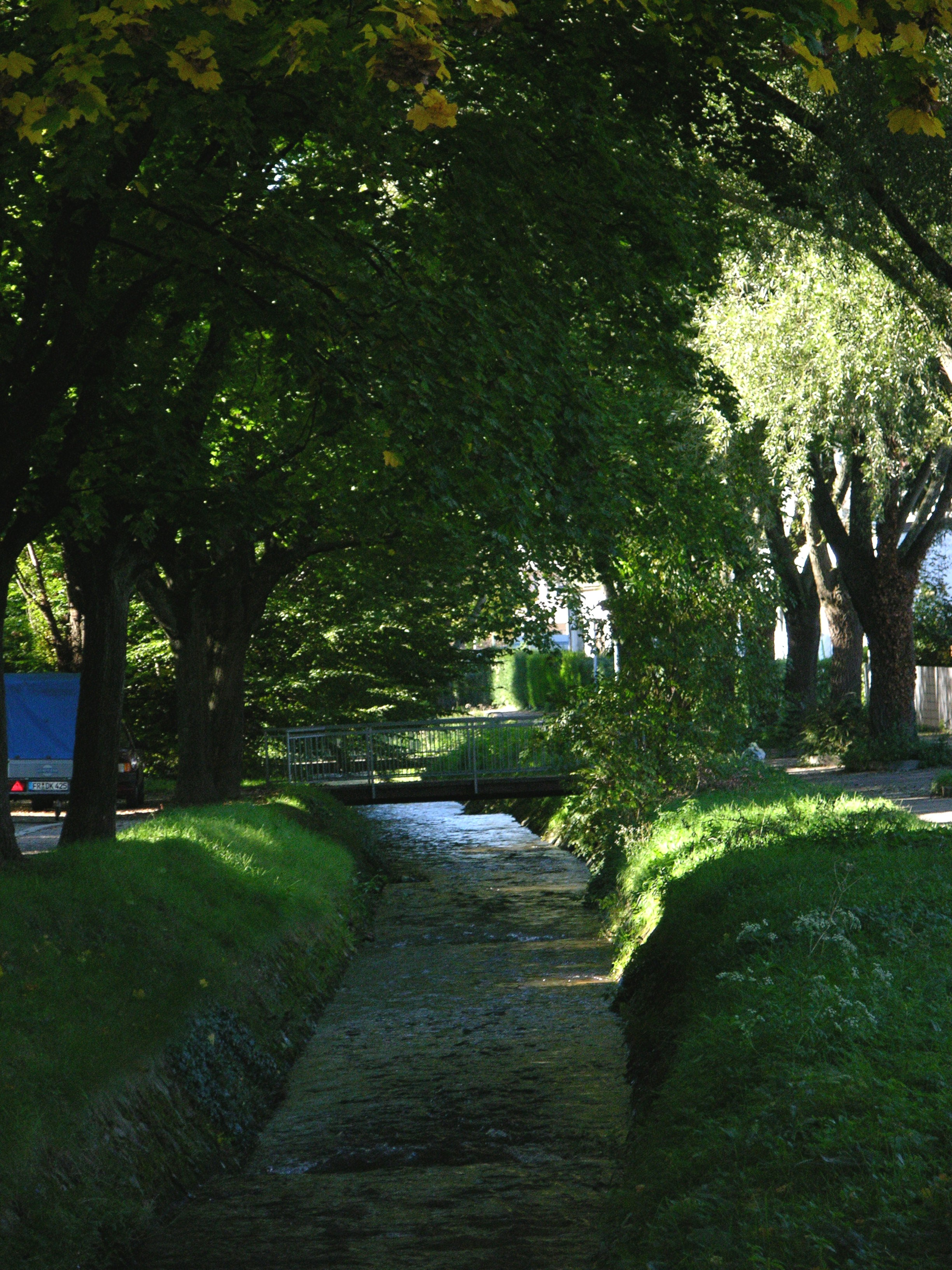
Am Dorfbach
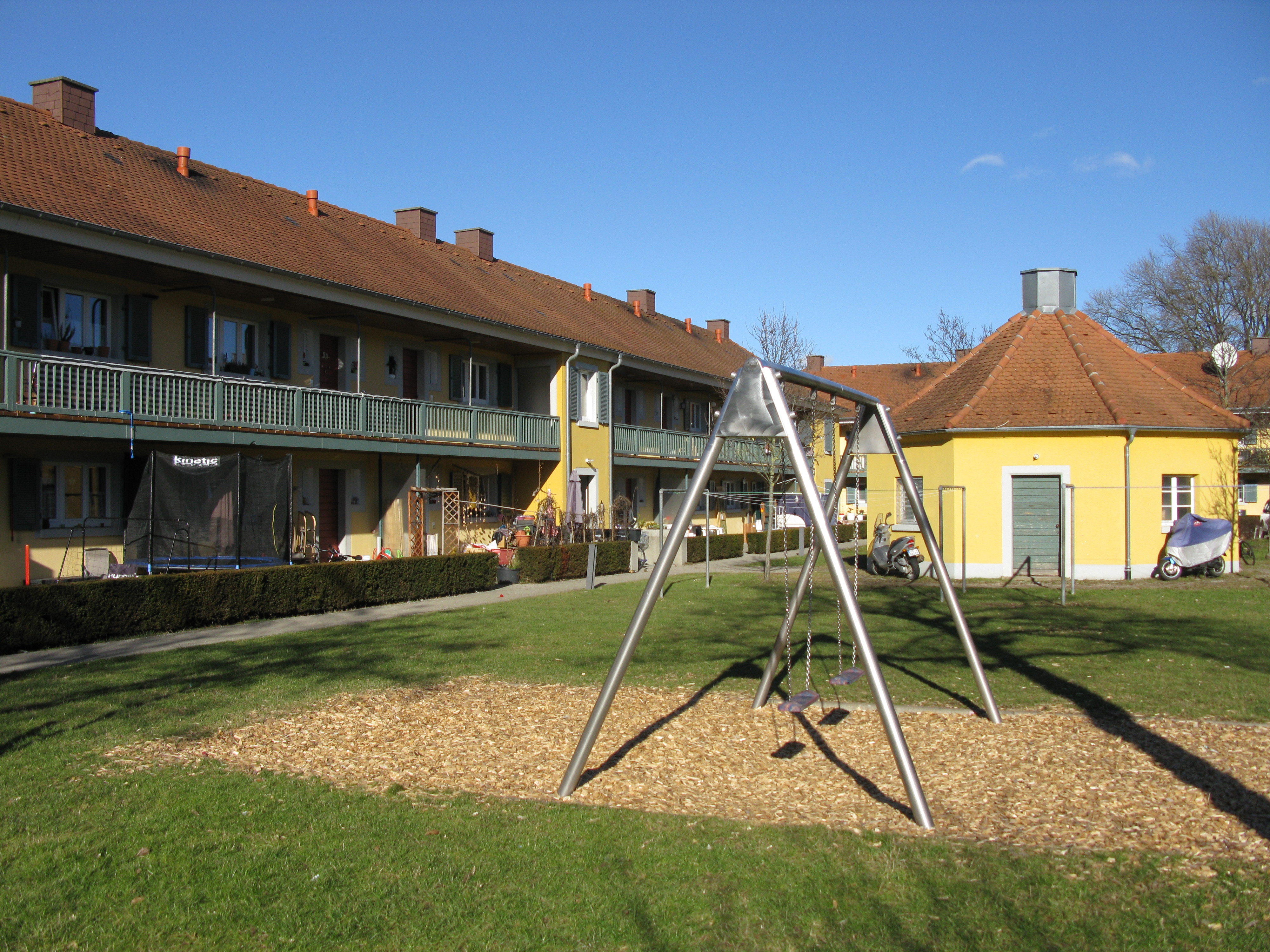
Laubenkolonie
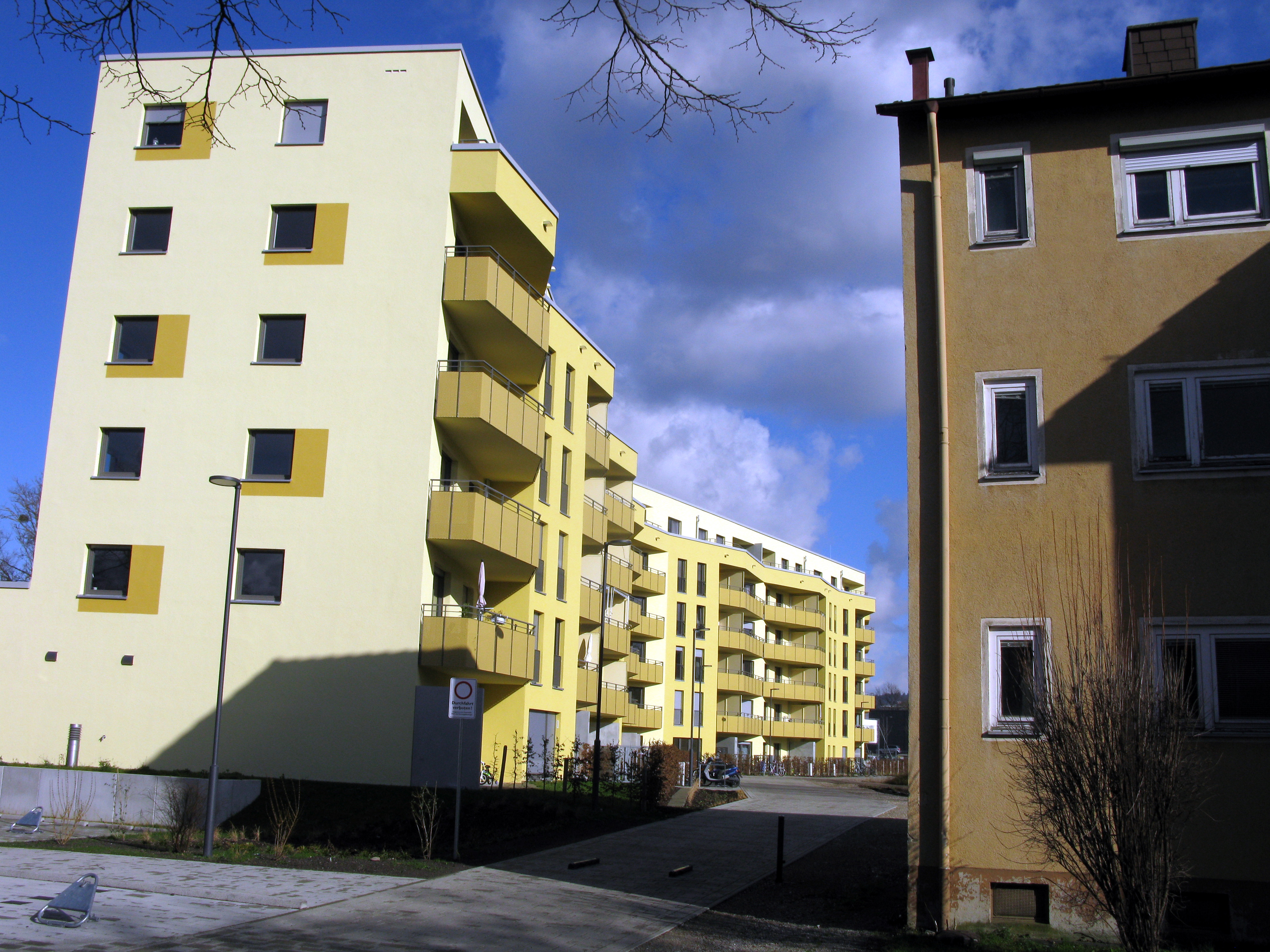
Neubau in der ECA-Siedlung, rechts ein inzwischen abgerissener Altbau
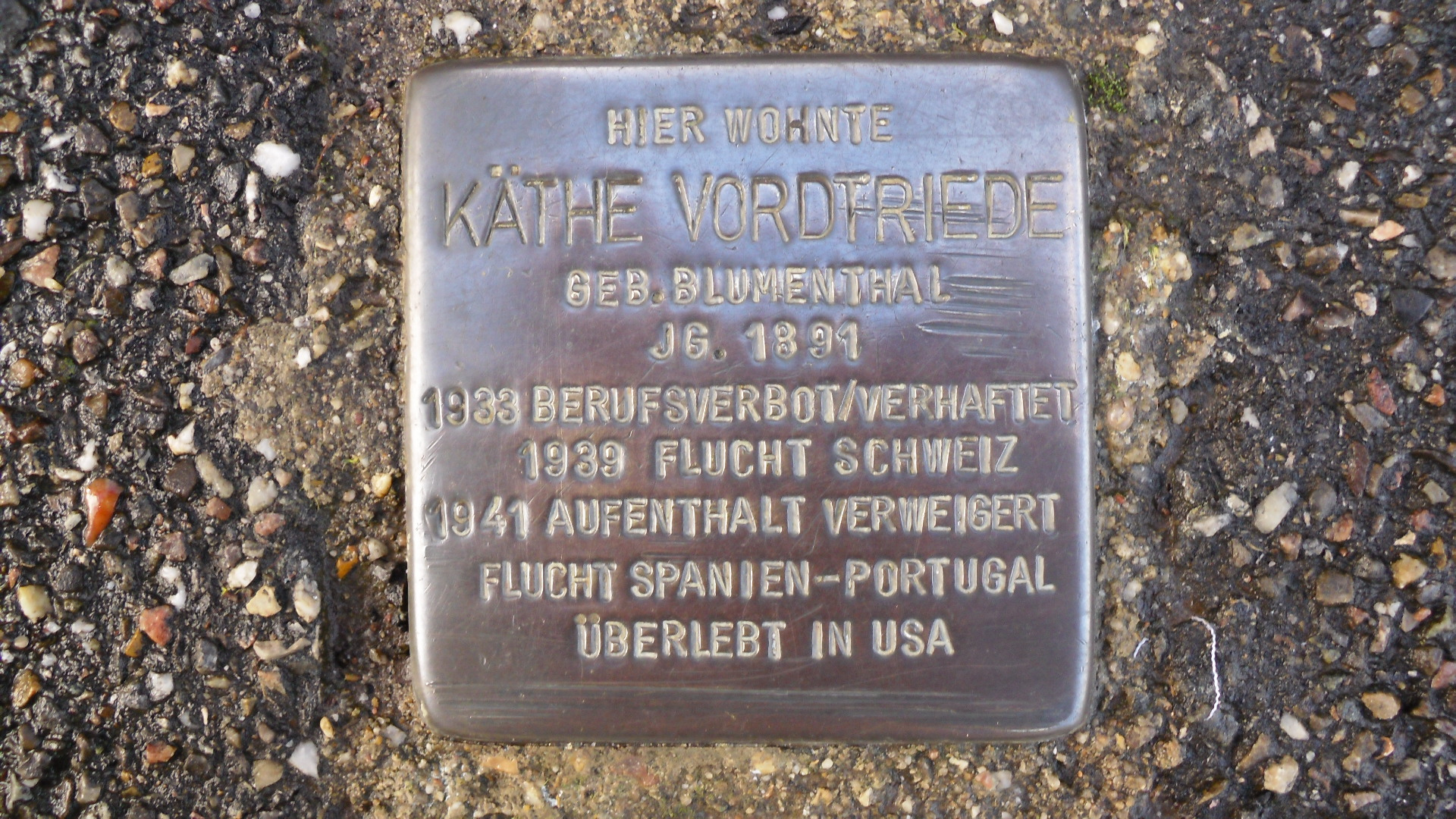
Stolperstein Käthe Vordtriede
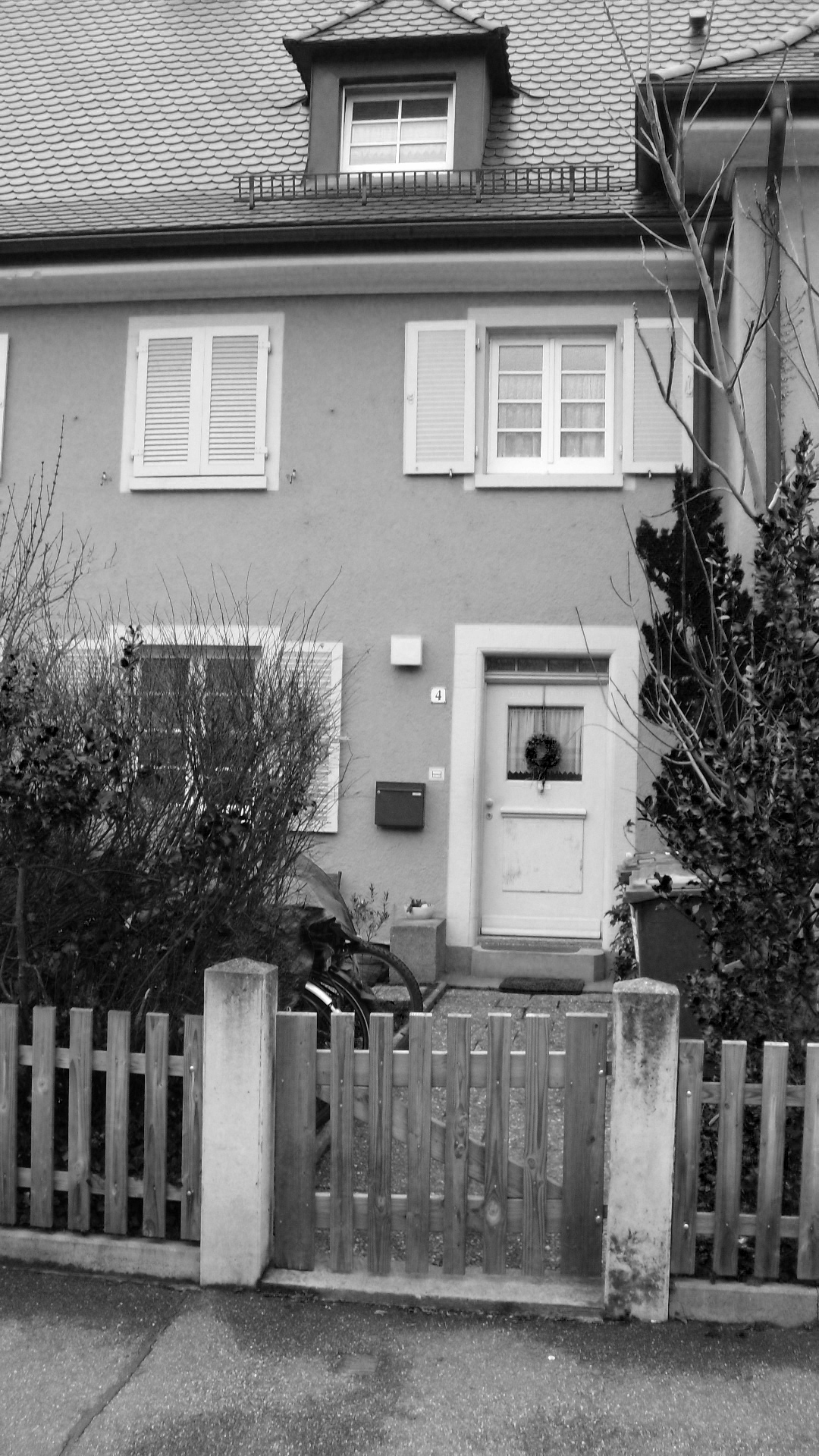
Vordtriede-Haus

## Öffentliche Einrichtungen
An der Haslacher Eschholzstraße befindet sich das Hauptgebäude der Feuerwehr Freiburg im Breisgau, in dem neben der Berufsfeuerwehr auch drei Einsatzabteilungen der Freiwilligen Feuerwehr untergebracht sind, außerdem das Amt für Brand- und Katastrophenschutz sowie die Integrierte Leitstelle. Von den insgesamt 17 Freiburger freiwilligen Einsatzabteilungen ist die Abteilung Unterstadt für den größten Teil Haslachs zuständig. Neben anderen Schulen hat Haslach Freiburgs einzige Gesamtschule, benannt nach dem Nobelpreisträger Hermann Staudinger. Der Bau von 1970 soll bis 2025 einem Neubau weichen. Eine berühmte Absolventin der Schule ist Judith Holofernes, für die die Schule „von außen betrachtet ein weitläufiger brutalistischer Betonklotz, von innen ein seltsamer Hybrid aus linken Idealen und Haslacher Vorstadtrealität“ war. Südlich davon gibt es seit 1976 das Gartenhallenbad Haslach. In Haslach-Schildacker befindet sich seit 2016 in der früheren Akademie der Polizei Baden-Württemberg eine Landeserstaufnahmeeinrichtung (LEA) für Asylbewerber.
Das Gebäude der Schenkendorfschule wurde Mitte der 1930er Jahre als Heim für die Hitlerjugend errichtet.

## Verkehr
Nachdem von 1913 bis 1961 schon mal die Straßenbahnlinie 5 Haslach mit der Innenstadt verband, verkehrt seit 2002 wieder die Linie 5 durch die Carl-Kistner-Straße. Fuhr sie zunächst von Haslach nur bis Pressehaus, wurde sie zwei Jahre später bis zur Johanneskirche durchgebunden. Seit März 2019 verkehrt sie auf der neuen Strecke über den Rotteckring zum Europaplatz (früher Siegesdenkmal). Die Straßenbahnlinie 3 verkehrt von der Haid über Weingarten und Betzenhausen nach Zähringen. Ergänzt wird die Straßenbahn durch die Buslinie 14 bis zum Gewerbegebiet Haid und am Südrand von Haslach durch die Buslinie 11 nach Sankt Georgen.
Nach Fertigstellung des Neubaus des dritten und vierten Gleises der Rheintalbahn soll die Güterbahn für den Personenverkehr zur Verfügung stehen und in die S-Bahn integriert werden. Für Haslach soll an der Opfingerstraße an der Schnittstelle mit der Straßenbahn ein Haltepunkt entstehen. Der Bau des dritten und vierten Gleises ist nicht vor 2031 abgeschlossen.
Für den Radverkehr verlaufen der FR 1, FR 2, FR 3 und FR 6 durch den oder entlang des Stadtteils. Zusätzlich soll der Radschnellweg nach Bad Krozingen durch Haslach verlaufen. Der FR 1 verläuft am nördlichen Rand entlang der Dreisam nach Lehen und an der Innenstadt vorbei nach Littenweiler. Der FR 2 führt entlang der Güterbahn und bietet eine Verbindung nach Betzenhausen, Mooswald und den Stühlinger. Der FR 3 verläuft entlang der Lörracher Straße und der Eschholzstraße zum Stühlinger und weiter nach Brühl. Der FR 6 führt von der Haid entlang der Basler Straße und der Kronenstraße zur Innenstadt und zum Institutsviertel. Der Radschnellweg nach Bad Krozingen soll über die Markgrafenstraße an der Schwarzwaldmilch vorbei über die Eisenbahnbrücke über die Dreisam verlaufen.
Der motorisierte Individualverkehr tangiert den Stadtteil im Norden mit dem Zubringer Mitte, der Bundesstraße 31a, im Westen mit der Besançonallee und im Südosten trennt die Bundesstraße 3 Haslach-Schildacker von Haslach-Gartenstadt.
Zukünftige Entwicklung
Die Stadt Freiburg plant, den Stadtteil mittelfristig vom Verkehr zu entlasten. Im zugehörigen Gutachten hierzu wurden verschiedene Möglichkeiten untersucht. Hierbei wurden durch Gutachten die Sperrung der Opfinger Brücke für den Kfz-Verkehr präferiert, die sich aber politisch nicht durchsetzen konnte. Stattdessen wird nun das Zusammenspiel verschiedener kleinteiliger Verkehrsberuhigungsmaßnahmen wie etwa der Anlage von Minikreiseln die Einengung der Fahrbahnen durch Verbreiterung der Gehwege angedacht. Die Anlage einer Fußgängerzone in der Carl-Kistner-Straße oder die Einrichtung von Einbahnstraßen hätte dagegen mehr Nach- als Vorteile.